# 長谷川秀一

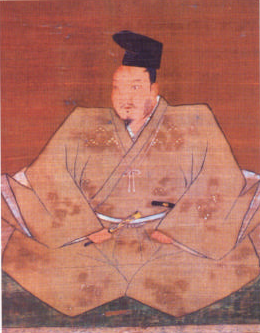
長谷川 秀一

長谷川秀一（？—1594年（文祿3年）），是日本戰國時代的武將。織田氏家臣。幼名竹，官拜從五位下侍從。

## 生平
出身尾張葉栗郡，作為織田信長的側近被起用，受到織田信長的寵信歷職許多代官、奉行，在1579年的安土宗教辯論中擔任調停役、警固役，在1582年本能寺之變發生時正招待德川家康遊覽界鎮，協助德川家康經由伊賀回歸三河。
後出仕羽柴秀吉，成為近江比田城主，參加小牧長久手之戰、九州征伐、紀伊征伐等戰事，積功轉封於越前東鄉槇山城，擁有十五萬石的領地，官封從五位下侍從，賜羽柴姓，因此也被稱作羽柴東鄉侍從。在文祿之役中帶五千兵渡海，在攻打晉州城時建功，後於陣中病故。